# 御所藩
御所藩（ごせはん）は、大和国葛上郡御所（現在の奈良県御所市）を居所として、江戸時代初期に存在した藩。関ヶ原の戦いの後、桑山元晴が父・桑山重晴の所領の一部を分与されて成立。2代約30年続き、最大時には2万6000石を治めたが、1629年に無嗣を理由として改易された。

## 歴史

### 前史
桑山元晴の父・重晴は、豊臣秀長の麾下に属した武将である。天正13年（1585年）、秀長が大和国・紀伊国などで約100万石を与えられて大和郡山城に入ると、重晴は紀伊国和歌山城の城代を務めて3万石を領した。その後、文禄4年（1595年）の秀次事件の際の功績で和泉国谷川（現在の大阪府泉南郡岬町多奈川谷川）において1万石を加増され、合計4万石の領主となった。
慶長5年（1600年）の関ヶ原の役の際に桑山家は東軍に属し、重晴とその嫡孫・一晴は和歌山城を守り、紀伊国で西軍方と戦った。重晴の次男・桑山元晴は関ヶ原本戦に参戦し、敵方の武士と組み討ちを行って家康に賞賛され、大和国葛上郡で2000石余の地を与えられた。

### 立藩から廃藩まで

#### 桑山元晴、大名に列する
慶長5年（1600年）に桑山重晴は致仕し、その領地4万石のうち、2万石は一晴が継いで和歌山城に入った。和泉谷川1万石は重晴の所領（隠居料）とされた。桑山元晴には1万石が与えられ、従来の知行地と合わせて1万2000石を領することとなった。
ただしのちに一晴が4000石、元晴が2000石を重晴の隠居料として拠出したため、重晴は1万6000石、一晴は1万6000石（のちの大和新庄藩）、元晴は1万石の領主となった。元晴は御所に陣屋を置き、これにより御所藩が成立したと見なされる。元晴は御所の町を整備した（#陣屋町：御所節参照）

#### 父・重晴の死、子・清晴の改易
慶長11年（1606年）、桑山重晴は死去した。重晴の養老料1万6000石のうち6000石は元晴に与えられ、1万石は元晴の子である清晴に与えられた（谷川藩）。
慶長14年（1609年）、谷川藩主・桑山清晴は幕府より勘気を被って蟄居処分となった。その所領はその父・元晴の領地に編入され、御所藩は2万6000石となった。
大坂の陣において、元晴は徳川方で戦った。元和元年（1615年）の夏の陣において元晴は、弟の貞晴（左近太夫、宗仙）・一直とともに先鋒水野勝成の麾下に入って大和国から出陣して道明寺口に進み、5月7日の戦い（天王寺・岡山の戦い）で首級17を挙げて賞賛された。戦後の5月11日、高力忠房が大坂方の残党追捕を命じられた際、元晴と左近太夫貞晴の兄弟もこれに従事して大和国に赴いた。
徳川秀忠が大坂から凱旋したのち、元晴邸に赴いたことがあり、その際に元晴は常陸国下妻で放鷹の地を与えられたという。元和6年（1620年）、元晴は死去した。

#### 無嗣による廃藩
元晴の跡は、次男の桑山貞晴（主殿・加賀守）が継ぐ。しかし、加賀守貞晴は嗣子の無いまま寛永6年（1629年）に死去した。貞晴は死に臨んで弟の栄晴を養子として跡を継がせようとしたが、末期養子の禁によって認められず、領知は収公されて御所藩は廃藩となった。

### 後史
御所藩は廃藩となったものの、桑山家の名跡存続は父祖の功績が考慮されて認められ、栄晴は蔵米500俵取りの旗本となった。栄晴の子・桑山直晴の代に加増を受け、桑山家は1000石の知行取となっている。

## 歴代藩主
桑山家
外様。1万2000石→1万石→1万6000石→2万6000石。
1. 桑山元晴
2. 桑山貞晴

## 領地

### 陣屋町：御所

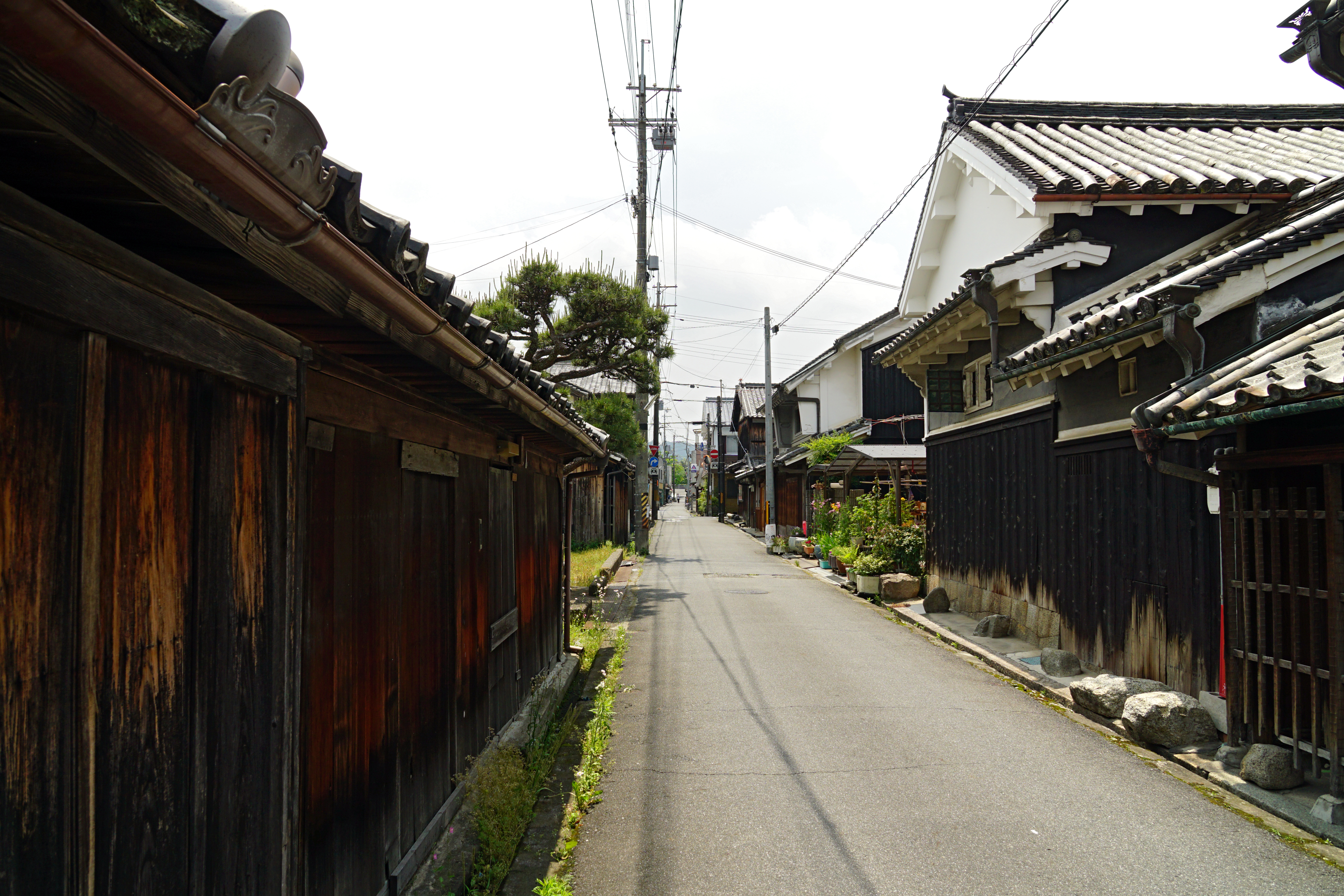
御所町（西御所）の古い町並み

16世紀まで、御所地域には葛城川を挟んで2つの環濠集落、西御所と東御所が存在したとされる。御所の領主となった桑山元晴は、2つの集落を一体の町（「御所まち」）として整備した。
桑山元晴の陣屋が御所のどこにあったかは、正確にはわかっていない。東御所の南辺（御所市代官町・柳町付近）に「内屋敷」「外堀川」などの小地名があるため、この付近が陣屋所在地と推定されており、奈良県遺跡情報地図もこの付近を「御所陣屋跡」として掲載している。ただし、発掘調査等は行われていない（2022年現在）。
桑山元晴の時代、西御所が陣屋町として、東御所が圓照寺を中心とする寺内町として整備された。御所藩廃藩後、西御所は陣屋町としての機能を失ったが、平坦地（奈良盆地）と吉野の山間地の中継地として、また木綿織業や絞油業が発達した在郷町として繁栄した。